# Schotland
Schotland (Engels en Schots: Scotland, Schots-Gaelisch: Alba) is een voormalig koninkrijk en constituerend land van het Verenigd Koninkrijk. Het omvat het noordelijk deel van het eiland Groot-Brittannië en grenst in het zuiden aan Engeland. Schotland kent een eigen rechtsstelsel, vlag, bankbiljetten en binnenlands bestuur en vormt een constituerend land binnen het Verenigd Koninkrijk. Schotland telt ruim 5,4 miljoen inwoners. De hoofdstad van Schotland is Edinburgh.
Op 18 september 2014 werd een referendum gehouden dat moest beslissen of Schotland deel zou blijven uitmaken van het Verenigd Koninkrijk. Van het electoraat stemde 55% tegen afscheiding.

## Algemeen

### Naam
De naam Schotland is afgeleid van de Latijnse naam Scoti die door de Romeinen gebruikt werd om de Gaelische bevolking in wat nu Schotland en Ierland heet aan te duiden ter onderscheid van de Picten. De Scoti wisten hun macht in het huidige Schotland uit te breiden en vermengden zich met de Pictische bevolking. Vanaf de elfde eeuw werd de term 'Scotia' gebruikt voor Schotland ten noorden van de rivier de Forth. Vanaf de late middeleeuwen kreeg de term zijn huidige betekenis.

### Nationale symbolen

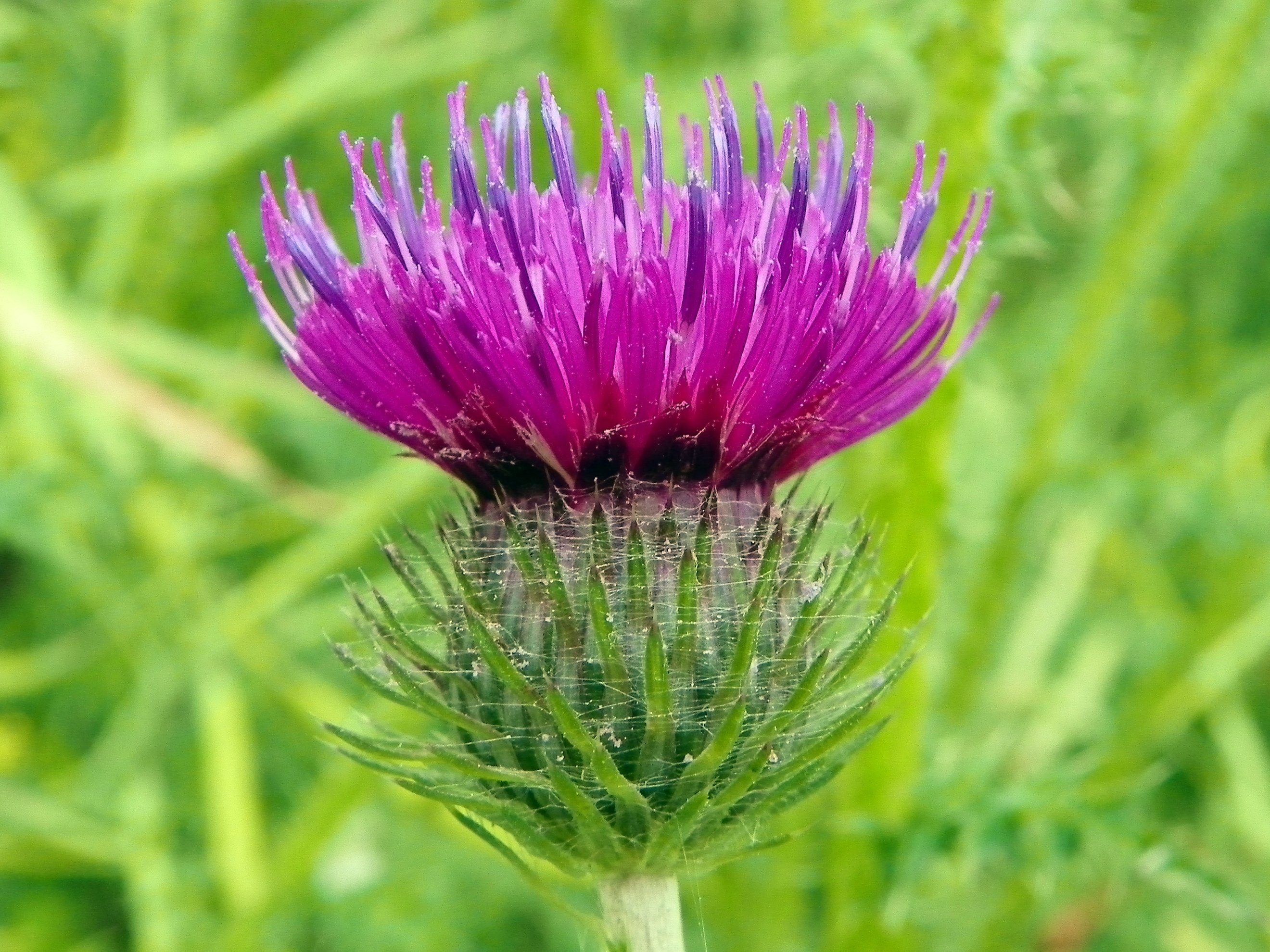
De distel, een van de nationale Schotse symbolen

De nationale vlag van Schotland - bekend als de Saltire of het Andreaskruis - werd (volgens de legende) al in de negende eeuw gebruikt en zou daarmee de oudste nationale vlag ter wereld zijn. Sinds 1606 maakt de vlag deel uit van de Union Jack. Er bestaan tal van officiële en onofficiële nationale symbolen, waaronder de distel, het nationale bloemenembleem, de onafhankelijkheidsverklaring uit 1320 (Declaration of Arbroath), het textielpatroon tartan dat vaak van clan tot clan verschilt en de Lion Rampant-vlag.
Flower of Scotland wordt vaak beschouwd als het volkslied van Schotland en wordt gespeeld bij bijvoorbeeld voetbal- en rugbywedstrijden waarin het nationale team speelt. Scotland the Brave wordt gebruikt voor het Schotse team bij de Gemenebestspelen. Sinds Schotland een eigen Parlement heeft, is er een bredere discussie ontstaan. Andere kandidaten voor het volkslied zijn: Highland Cathedral, Scots Wha Hae en A Man's A Man for A' That.
Sint-Andreasdag (30 november) is een nationale feestdag en is sinds 2007 een Bank holiday. Burns' Night (op of rond 25 januari) wordt uitbundiger gevierd. Op 6 april viert men sinds 2004 op 'Tartan Day' het uitbrengen van de onafhankelijkheidsverklaring in 1320.

## Geschiedenis
De geschiedenis van Schotland begint ongeveer 14.000 jaar geleden toen de eerste mensen de regio van het huidige Schotland binnentrokken toen de ijstijd ten einde kwam. Er zijn veel objecten uit de steentijd, bronstijd en ijzertijd gevonden, maar weinig geschreven bronnen zijn bewaard gebleven.
De geschreven geschiedenis van Schotland begint met de komst van het Romeinse Rijk in Britannia - het huidige Engeland, Wales en de Schotse Laaglanden. Ten noorden lagen gebieden die bewoond werden door de Picten, het gebied stond bij de Romeinen bekend als Caledonië. Aangezien Schotland aan de rand van Europa ligt, werd lange tijd aangenomen dat de elementen van beschaving maar langzaam naar het land kwamen. Recent onderzoek heeft aangetoond dat enkele ontwikkelingen eerder en geavanceerder in de Schotse samenleving doordrongen dan aanvankelijk gedacht. De zee was hierin een belangrijke schakel.
Vanwege de geografische oriëntatie van Schotland en zijn sterke afhankelijkheid van handelsroutes over zee had het land veel contacten met Scandinavië, de Baltische staten, Ierland, Frankrijk en de Lage Landen. Na de Acts of Union, waarbij Schotland en Engeland verbonden werden in het Koninkrijk Groot-Brittannië, de Schotse verlichting en Industriële revolutie werd Schotland een van de commerciële, intellectuele en industriële centra van Europa. Na de Tweede Wereldoorlog stortte de industriële sector in, waardoor Schotland extra hard werd getroffen. In de laatste decennia beleeft Schotland een culturele en economische renaissance, veelal vanwege een herleving in de financiële sector, de vondst van olie onder de Noordzee en het beperkte zelfbestuur.

## Bestuurlijke indeling

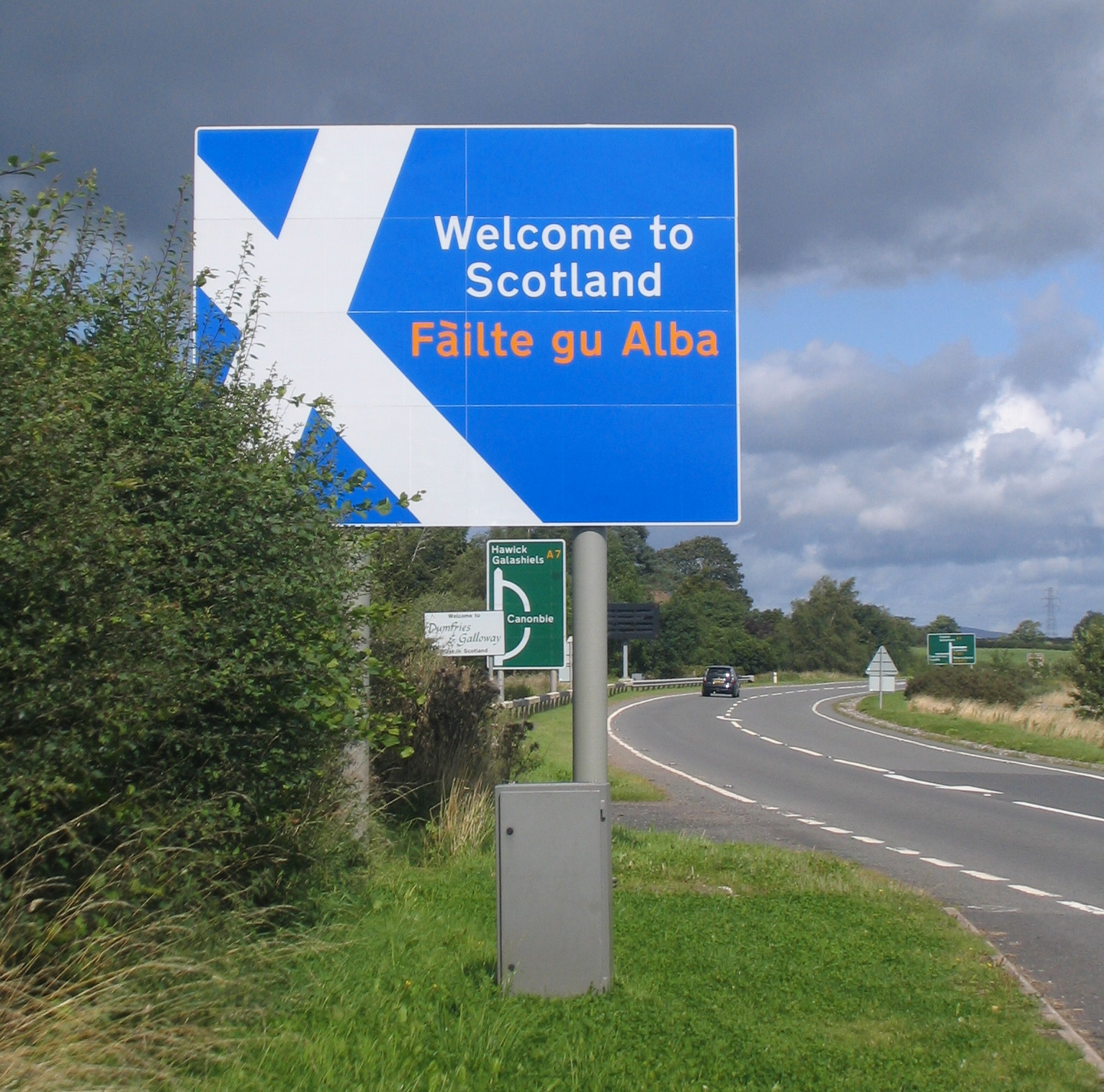
Grens tussen Engeland en Schotland

Voor het lokaal bestuur is Schotland onderverdeeld in 32 raadgebieden (Engels: council areas). Deze onderverdeling is ingevoerd in 1996.
Van 1975 tot 1996 was het land onderverdeeld in regio's.
De traditionele indeling in graafschappen (counties) blijft populair in het spraakgebruik en wordt nog gebruikt door de post.
Voor ceremoniële doeleinden is het land verdeeld in Lieutenancy areas die ongeveer, maar niet helemaal, met de graafschappen overeenstemmen.

## Geografie
Het vasteland van Schotland beslaat ongeveer een derde van de totale landmassa van Groot-Brittannië, dat ten noordwesten van Continentaal Europa ligt. De totale oppervlakte van het land is 77.910 km². De enige landgrens die Schotland heeft, is met Engeland en is 96 kilometer lang en loopt van de rivier de Tweed aan de oostkust tot de Solway Firth aan de westkust. Ten westen van Schotland ligt de Atlantische Oceaan en ten oosten de Noordzee. Ierland ligt op slechts 30 kilometer van het schiereiland Kintyre verwijderd, terwijl Noorwegen 305 kilometer naar het oosten ligt en de Faeröer 270 kilometer naar het noorden.
De huidige grenzen van Schotland zijn grotendeels tot stand gekomen bij het Verdrag van York uit 1237 tussen Schotland en het Koninkrijk Engeland en het Verdrag van Perth uit 1266 tussen Schotland en Noorwegen. Uitzonderingen hierbij zijn het eiland Man dat in de veertiende eeuw werd verloren aan Engeland en een Brits Kroonbezit is; de Orkney- en Shetlandeilanden, die in 1472 van Noorwegen werden overgenomen en Berwick-upon-Tweed dat in 1482 door de Engelsen werd veroverd.
Het geografisch middelpunt van Schotland ligt een paar kilometer van het dorpje Newtonmore in Badenoch. Met 1344 meter boven zeeniveau is de top van Ben Nevis het hoogste punt van het land, terwijl de rivier de Tay met 190 kilometer de langste rivier is.

### Geologie en geomorfologie

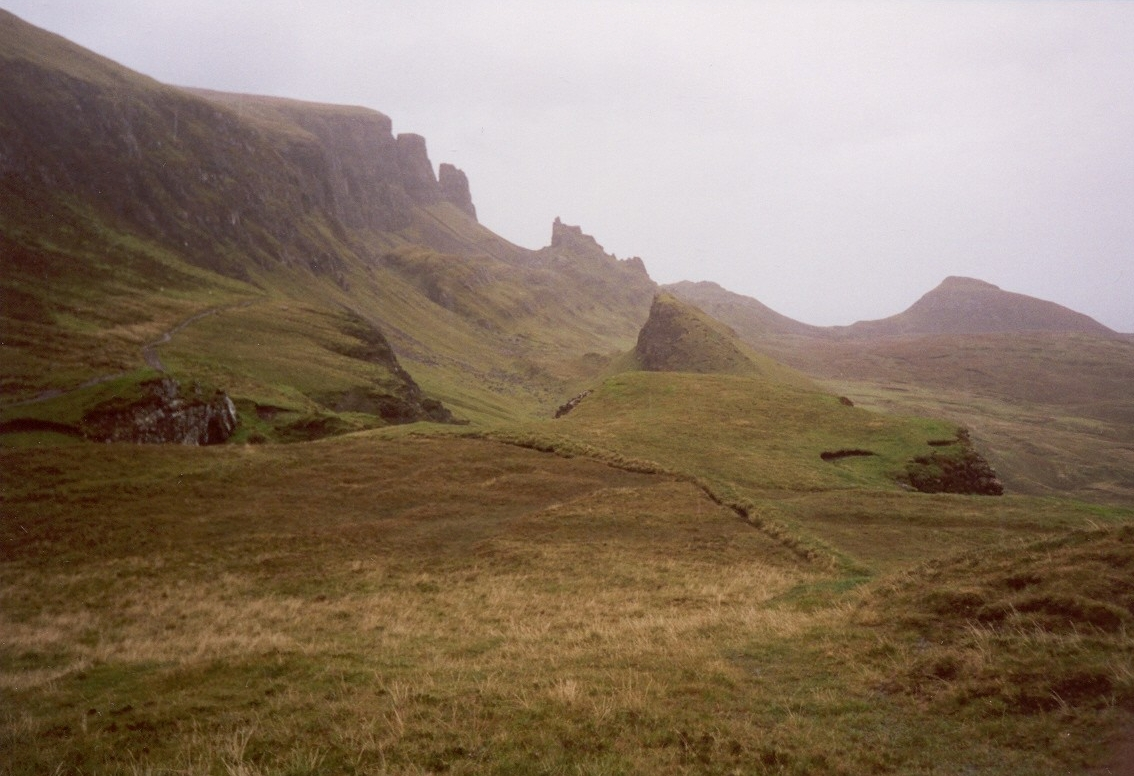
De Quirang op het eiland Skye in de Schotse Hooglanden

Gedurende de ijstijden in het Pleistoceen was Schotland in zijn geheel bedekt door een ijskap en het landschap is aanzienlijk veranderd door de ijskappen. Vanuit een geologisch oogpunt bestaat het land uit drie verschillende gebieden:

#### Hooglanden
De Hooglanden liggen ten noorden en westen van de Highland Boundary Fault, die loopt van Arran tot Stonehaven. Dit gedeelte van Schotland is voornamelijk opgebouwd uit oud gesteente uit het Cambrium en Precambrium, die naar boven werden gedrukt tijdens de Caledonische orogenese. Het wordt doorsneden door stollingsgesteente van een recentere periode, waarvan de overblijfselen de huidige gebergten als de Cairngorms en de Cuillins vormen. Een belangrijke uitzondering zijn de lagen van Old Red Sandstone bij de kust van de Moray Firth, die talloze fossielen herbergen. De Schotse Hooglanden zijn in het algemeen bergachtig en de grootste hoogtes van de Britse Eilanden zijn er te vinden.

### Eilanden
Schotland heeft meer dan 790 eilanden, die in vier hoofdgroepen worden onderverdeeld: Shetlandeilanden, Orkney-eilanden, de Binnen-Hebriden en de Buiten-Hebriden.

#### Central Lowlands
De Central Lowlands zijn een riftvallei, die vooral uit formaties uit het Paleozoïcum bestaat. Veel van de sedimenten hebben een belangrijke economische waarde, aangezien hier de kolen en ijzer uit de grond werden gehaald die de Industriële revolutie in Schotland mogelijk hebben gemaakt. In het verleden was er ook vulkanisme in dit gebied. Arthur's Seat in Edinburgh is een overblijfsel van zo'n vulkaan. Dit gebied is relatief laag gelegen, hoewel heuvels als de Ochils en Campsie Fells vlakbij liggen.

### Steden

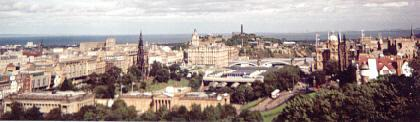
Zicht op de hoofdstad Edinburgh vanaf het kasteel

De tien grootste steden in Schotland zijn:
| Stad          | Stad                   | inwoners 5 april 1991 | inwoners 29 april 2001 | inwoners 2006/2007 | inwoners 2020 |
| Engelse naam  | Schotse-Gaelische naam | inwoners 5 april 1991 | inwoners 29 april 2001 | inwoners 2006/2007 | inwoners 2020 |
| ------------- | ---------------------- | --------------------- | ---------------------- | ------------------ | ------------- |
| Glasgow       | Glaschu                | 658.379               | 629.501                | 580.690            | 632.350       |
| Edinburgh     | Dùn Èideann            | 400.632               | 430.082                | 463.510            | 506.520       |
| Aberdeen      | Obar Dhèathain         | 182.133               | 184.788                | 183.467            | 198.590       |
| Dundee        | Dùn Dè, Dùn Dèagh      | 157.808               | 154.674                | 175.000            | 148.210       |
| Paisley       | Paislig                | 73.925                | 74.170                 | 74.048             | 77.270        |
| East Kilbride | Cille Bhrìghde an Ear  | 70.579                | 73.796                 | 81.000             | 75.310        |
| Livingston    | Baile Lèibhinn         | 47.000                | 56.000                 | 63.100             | 56.840        |
| Dunfermline   | Dùn Phàrlain           | 39.068                | 39.229                 |                    | 54.990        |
| Hamilton      | Hamaltan               | 49.988                | 48.546                 | 49.267             | 54.480        |
| Cumbernauld   | Comainn nan Allt       | 49.507                | 49.664                 | 49.541             | 50.530        |

### Meren
Er zijn talloze zoetwatermeren in Schotland, waaronder Loch Lomond en Loch Ness.

## Demografie
In 2021 had Schotland 5.439.842 inwoners van wie 83,3% geboren was in Schotland. 9,7% was geboren in een ander deel van het Verenigd Koninkrijk. 7% van de bevolking was geboren buiten het Verenigd Koninkrijk. In 2011 kwamen de meeste immigranten uit Engeland (459.486). Verder kwamen er 55.231 mensen uit Polen en 36.655 mensen uit Noord-Ierland. Snelgroeiende migrantengroepen zijn Chinezen en Indiërs. In 2001 waren er 3329 Chinezen en in 2011 waren het er 15.338. In 2001 waren er 10.523 mensen uit India en tien jaar later waren dat er 23.489.

### Taal
Vrijwel alle inwoners van Schotland spreken Engels. Veel Schotten spreken daarnaast Laagland-Schots, een Germaanse taal verwant aan het Engels, die verschilt van het Standaardengels. Circa 70.000 mensen, voornamelijk van de westelijke eilanden, spreken nog steeds als moedertaal Schots-Gaelisch.
Historisch gezien is Schotland verdeeld in twee culturele gebieden: het zuidelijker gelegen Laagland waar voornamelijk Engels gesproken werd en de nog ten dele Gaelisch-sprekende Hooglanden in het noorden.
De Schotse overheid heeft sinds 2005 een taalbeleid om het Schots-Gaelisch te beschermen en subsidieert onderwijs en radio- en televisie-uitzendingen in het Schots-Gaelisch. Het Schots-Gaelisch wordt al meer dan 1500 jaar gesproken in Schotland en in 2011 had het 87.000 sprekers in het land. Data van de overheid laten zien dat er een groeiende groep Schots-Gaelisch-sprekenden is onder mensen onder de leeftijd van 29. De commissie Bòrd na Gàidhlig werd in het leven geroepen om taaladviezen te geven aan de overheid.

### Religie
In 2016 was een kleine meerderheid (51,3%) van de Schotse bevolking religieus. Van de religieuze Schotten was de meerderheid protestants. 25,5% van de Schotten was lid van de Kerk van Schotland. 13,8% van de Schotse bevolking was katholiek en 8% was lid van een andere christelijke kerk. 1,4% van de bevolking was moslim. Verder waren er nog personen die joods, hindoe, sikh of boeddhist waren en samen vormden deze minderheid 2% van de totale bevolking. 0,7% van de bevolking wist niet wat voor religie ze moesten aangeven bij de enquête van de Schotse overheid over religie.

## Natuur
Er zijn twee nationale parken in Schotland:
- Nationaal park Cairngorms
- Nationaal park Loch Lomond en de Trossachs

Flow Country is erkend als UNESCO natuurlijk werelderfgoed. Schotland kent ook 40 National Scenic Areas, gebieden met een grote landschappelijke schoonheid. Door de gebieden lopen GR-paden, die in Schotland Great Trail worden genoemd.

## Bezienswaardigheden

### Botanische tuinen
- Benmore Botanic Garden
- Dawyck Botanic Garden
- Glasgow Botanic Gardens
- Logan Botanic Garden
- Royal Botanic Garden Edinburgh

### Kastelen
Enkele kastelen in Schotland zijn:
- Balmoral Castle
- Balvenie Castle
- Blair Castle
- Castle of Mey
- Craigmillar Castle
- Culzean Castle
- Dirleton Castle
- Dunvegan Castle
- Edinburgh Castle
- Eilean Donan Castle
- Hermitage Castle
- Stirling Castle
- Tantallon Castle
- Urquhart Castle

## Cultureel
Bekend zijn:
- de Highland Games, traditionele volksspelen
- de Schotse volksdansen

Typisch Schotse kleding is:
- Kilts en tartan

### Musea
Musea bevinden zich vooral in de grotere plaatsen. National Galleries of Scotland omvat een aantal musea in Edinburgh.

### Muziek
Schotse muziek wordt vooral gespeeld met de doedelzak. De folkloristische muziek van Schotland is geworteld in de Gaelische of Keltische traditie, terwijl die op de eilanden meer is beïnvloed door de Scandinavische cultuur. De dorpen in de afgelegen gebieden van de Highlands organiseerden samenkomsten of "cèilidhean", waar muziek, dans en poëzie voor amusement zorgden. (Cèilidh, meervoud cèilidhean, betekent letterlijk 'bezoek'.) Rondtrekkende muzikanten waren altijd welkom.

### Gastronomie
Er zijn typisch Schotse gerechten, zoals haggis, gemaakt van de maag van een schaap of een runderdarm, Scotch egg (vogelnestje) en Scottish tablet (een soort borstplaat). De belangrijkste dranken zijn bier en whisky.

## Economie
De Schotse economie is gebaseerd op aardoliewinning in de Noordzee, visvangst en schapenteelt. Andere belangrijke takken zijn de moderne technologie, whisky en toerisme. De Hooglanden hebben vooral extensieve veeteelt en zijn zeer dunbevolkt.

### Energie
In 2015 genereerde Schotland 59% van zijn elektriciteit met duurzame bronnen. Volgens de energieplannen van het Schotse bestuur zal in 2020 100% van de elektriciteit duurzaam opgewekt worden en in 2030 50% van het totale energiegebruik (inclusief transport).

## Politiek

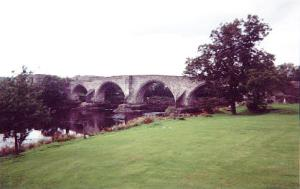
Beroemde Stirling Bridge, waar William Wallace een belangrijke Schotse overwinning behaalde op de Engelsen

Schotland maakt deel uit van het Verenigd Koninkrijk, levert sinds de laatste zetelherschikking van 2023 8,77% van de parlementszetels in Londen, in overeenstemming met het door het Office for National Statistics aangeleverde percentage van de Britse stemgerechtigde bevolking op het moment dat voor de herschikking werd gebruikt.
De 57 kiesdistricten in Schotland leverden bij de Britse parlementsverkiezingen van 4 juli 2024 de volgende zetelverdeling:
- 37 Labour Party
- 9 Scottish National Party
- 6 Liberal Democrats
- 5 Conservative Party

Zoals reeds vermeld, was het Parlement van Schotland afgeschaft in 1707. Toen Labour de Britse verkiezingen won in 1997, werd er een referendum gehouden in Schotland om dit weer in te voeren, wat de Schotten accepteerden met 75%. Het werd heringevoerd in 1999, evenals de door dit parlement gecontroleerde Schotse regering.

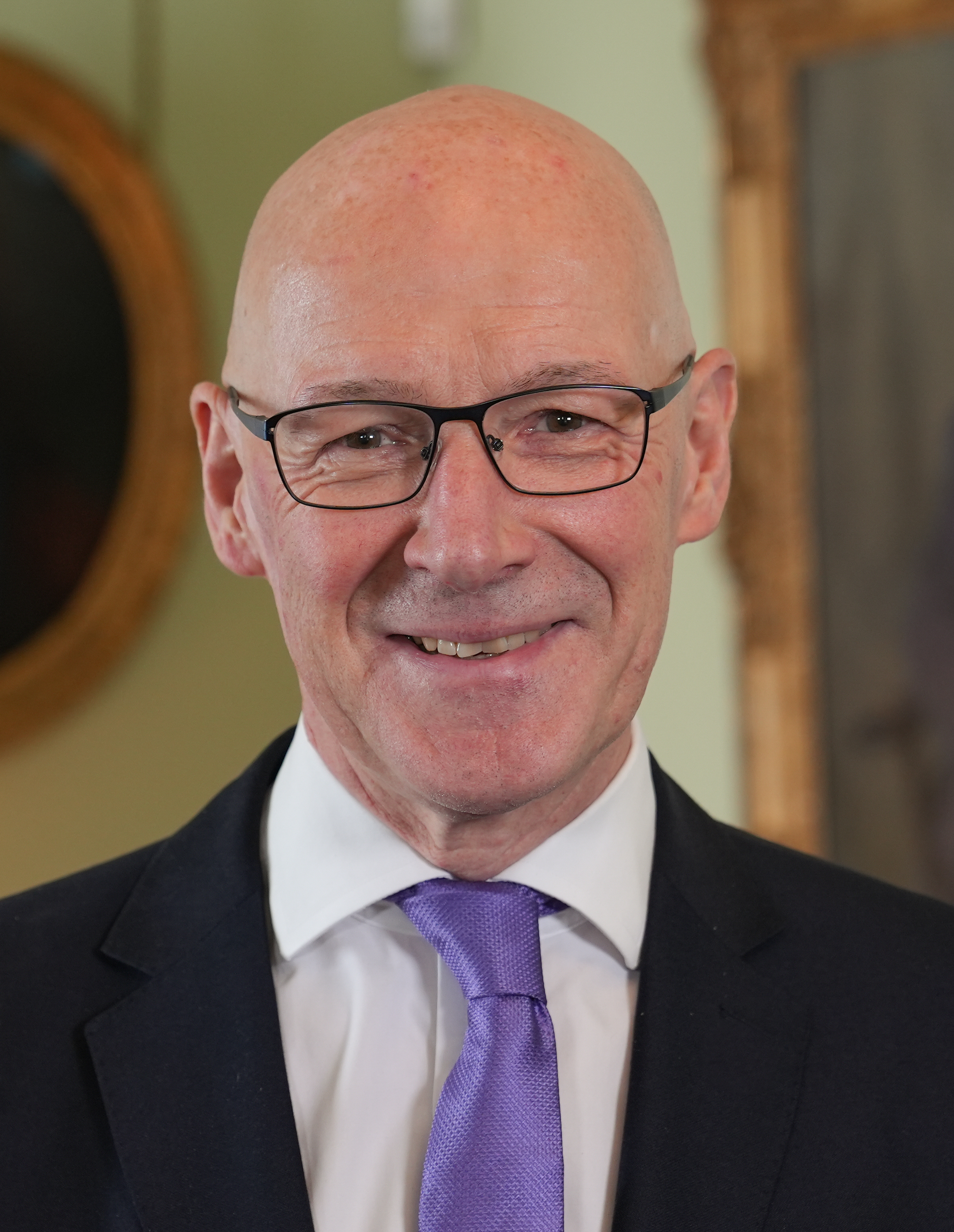
John Swinney is sinds mei 2024 de zittende Eerste Minister van Schotland.

Het Schots Parlement (The Scottish Parliament/Pàrlamaid na h-Alba) telt 129 zetels, die sinds de parlementsverkiezingen van 2021 en de daaropvolgende verschuivingen  als volgt verdeeld zijn:
- 63 Scottish National Party (separatistische sociaaldemocraten)
- 31 Scottish Conservative and Unionist Party (unionistische conservatieven)
- 23 Scottish Labour Party (federalistische sociaaldemocraten)
- 6 Scottish Green Party (separatistische groenen)
- 5 Scottish Liberal Democrats (federalistische sociaal-liberalen)

De voorzitter van het Parlement, Alison Johnstone, was een lid van de Scottish Green Party, maar is niet-partijgebonden door de traditie.
Eerste minister (First Minister/prìomh mhinistear na h-Alba) is John Swinney van de Scottish National Party. Hij volgde in 2024 Humza Yousaf op.
Hoewel het Verenigd Koninkrijk formeel een eenheidsstaat is, heeft de Britse regering een aanzienlijk aantal bevoegdheden 'uitbesteed' aan Schotland. Het gaat concreet om gezondheidszorg, onderwijs, lokaal bestuur, sociale zaken, huisvesting, ruimtelijke ordening, toerisme en economische ontwikkeling, verkeer (wegen, bussen en havens), justitie en binnenlandse zaken, politie en brandweer, milieu, natuur, monumenten, landbouw, bosbouw, visserij, sport, cultuur, statistiek en bevolkingsregisters.
Door de Britse regering 'gereserveerde' bevoegdheden waar Schotland geen invloed op heeft, zijn grondwettelijke zaken, buitenlands beleid, defensie en nationale veiligheid, belastingen en muntzaken, immigratie en nationalisatie, energiebeleid, gemeenschappelijke markt, handel en industrie, spoorwegen en verkeerswetgeving, werkgelegenheid, sociale zekerheid, kansspelen, databescherming, ethische kwesties en gelijkekansenbeleid. De Schotlandwet uit 1998 bepaalt dat alle bevoegdheden die niet expliciet gereserveerd zijn bij Schotland liggen.

### Referendum over onafhankelijkheid
Sinds de verkiezingszege van de Scottish National Party in mei 2011 (de SNP won de meerderheid van de zetels in het Schots Parlement) is het streven naar afscheiding van het Verenigd Koninkrijk nieuw leven ingeblazen. De toenmalige Schotse eerste minister en SNP-leider Alex Salmond beloofde vóór 2016 (officieel het eind van zijn ambtstermijn) een referendum te houden over onafhankelijkheid. Dit streven had succes. Op 15 oktober 2012 werd een overeenkomst getekend tussen Salmond en de Britse premier David Cameron voor zo'n referendum in de herfst van 2014. De vraag in het referendum was "Moet Schotland een onafhankelijk land zijn?", te beantwoorden met 'ja' of 'nee'. De datum voor het referendum werd uiteindelijk vastgesteld op 18 september 2014. Het referendum stond open voor alle in Schotland wonende burgers van de Europese Unie en van het Gemenebest, met een minimale leeftijd van zestien jaar. Daags na het referendum bleek 55% van de kiezers tegen onafhankelijkheid te zijn.
Sinds het referendum is de SNP de dominante partij in de Schotse politiek geworden. In de Britse Lagerhuisverkiezingen 2015 werd de partij de derde grootste partij in het geheel van het Verenigd Koninkrijk. Zij behielden de meerderheid in de Schotse regering in de Schotse Verkiezingen van 2016.
Op 23 juni 2016 stemde Schotland, anders dan Engeland en Wales, in het referendum over het lidmaatschap van het Verenigd Koninkrijk van de Europese Unie voor handhaving van het lidmaatschap van de Europese Unie. Door de uitslag van het voornoemde referendum lijkt de kans op een nieuw referendum over de onafhankelijkheid van Schotland een stuk groter geworden. Eerste minister Nicola Sturgeon verklaarde daags na het bekend worden van de op handen zijnde Britse uittreding uit de EU dat de kans op een nieuw Schots referendum "zeer groot" was. Op 28 juni 2022 liet Sturgeon officieel weten dat ze een nieuw referendum wilde opstellen voor Schotse onafhankelijkheid. Ze wil dit op 19 oktober 2023, mits toestemming van de centrale overheid.

## Verkeer en vervoer

Het Falkirk-wiel, een roterende scheepslift nabij Falkirk

### Trein
Het Schotse spoorwegnet wordt door verschillende maatschappijen bediend. ScotRail is de grootste; het verzorgt de meeste diensten. Spoorverbindingen met Engeland worden gereden door East Coast en Virgin Trains. De Caledonian Sleeper nachttreinen naar Londen vallen onder de verantwoordelijkheid van Serco.
De meeste grotere plaatsen in Schotland zijn op het spoorwegnet aangesloten. De belangrijkste stations zijn Glasgow Central, Glasgow Queen Street en Edinburgh Waverley. Tussen Glasgow en Edinburgh liggen drie spoorlijnen, met een vierde in aanbouw. In de grootstedelijke gebieden van Glasgow en Edinburgh rijden lokale treinen. Glasgow heeft een metrolijn.

### Bus
Landelijk openbaar vervoer per bus wordt onder andere verzorgd door Scottish Citylink. Royal Mail onderhoudt een postbusdienst door het hele land, die ook kleine en afgelegen gehuchten aandoet. In de grote steden zijn er lokale busmaatschappijen.

### Ferry
Schotland heeft een bootverbinding met Noord-Ierland. Het was vanuit België een paar jaar lang rechtstreeks te bereiken met de boot onder de lijn Rosyth (stadje boven Edinburgh)-Zeebrugge met Superfast Ferries. Deze dienst is in september 2008 gestaakt, maar is door Norfolkline in mei 2009 hervat. Op 15 december 2010 werd ook deze dienst gestaakt voor passagiers. Er is wel nog vrachtvervoer tussen de twee havens.

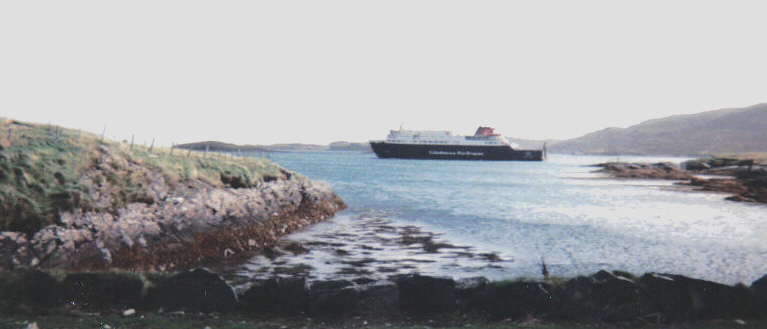
Een veerboot van Caledonian MacBrayne, in de Buiten-Hebriden

Skye is sinds 1995 bereikbaar via een brug, maar de meeste eilanden zijn alleen per ferry te bereiken. De bewoonde eilanden aan de westkust zijn bijna allemaal te bereiken met de ferry's van Caledonian Macbrayne, ook wel CalMac genoemd.
Northlink Ferries vaart naar Orkney (90 minuten) en de Shetlandeilanden (12 uur), onder andere vanaf Aberdeen. Andere veerdiensten naar Orkney (alleen van april tot oktober):
- Pentland Ferries
- John O' Groats Ferries

### Wegen
De belangrijkste wegen in Schotland zijn:
- M8 tussen Renfrewshire, Glasgow en Edinburgh
- M74 tussen Glasgow en Carlisle, Engeland
- M9 tussen Edinburgh en Stirling
- M90/A90 tussen Edinburgh, Fife, Perth, Dundee, Aberdeen en Fraserburgh
- M80 tussen Glasgow en Stirling
- M77/A77 tussen Glasgow en Kilmarnock, Ayr en Stranraer
- A1 tussen Edinburgh en Londen
- A9 tussen Stirling, Inverness en Thurso

## Sport
Bij een aantal sporten wordt Schotland gezien als een land dat zelfstandig een nationale ploeg of speler kan afvaardigen. Dit is onder meer het geval bij voetbal, rugby en golf. Er is dan geen sprake van een nationale ploeg van het Verenigd Koninkrijk.
Voetbal in Schotland:
- Lijst van betaaldvoetbalclubs in Schotland

## Bekende Schotten
Tijdens de industriële revolutie waren veel bekende uitvinders, ingenieurs en technici van Schotse afkomst.
- Tony Blair, politicus
- Billy Boyd, acteur
- Gordon Brown, politicus
- Robert Burns, dichter
- Gerard Butler, acteur
- Lewis Capaldi, muzikant
- Sean Connery, acteur
- Billy Connolly, komiek
- Barbara Dickson, zangeres
- Alex Ferguson, voetbaltrainer
- Tommy Flanagan, acteur
- Stephen Hendry, snookerspeler
- Sam Heughan, acteur
- John Higgins, snookerspeler
- Chris Hoy, baanwielrenner
- Jim Kerr, zanger
- Mark Knopfler, zanger
- David Livingstone, zendeling en ontdekkingsreiziger
- Amy Macdonald, muzikante
- Dougie Maclean, muzikant
- James McAvoy, acteur
- Ally McCoist, profvoetballer
- Ewan McGregor, acteur
- Alan McManus, snookerspeler
- Colin McRae, rallypiloot
- Andy Murray, tennisser
- Jamie Murray, tennisser
- Derek Ogilvie, medium
- Gordon Ramsay, topkok
- Gerry Rafferty, zanger
- Bon Scott, Angus Young, Malcolm Young (AC/DC)
- Adam Smith, econoom
- Robert Stevenson, ontwerper en bouwer van vuurtorens zoals de Bell Rock Lighthouse
- Jackie Stewart, Formule 1-coureur
- David Tennant, acteur
- KT Tunstall, muzikante
- William Wallace, strijder tegen de Engelse overheersing
- James Watt, uitvinder
- Peter Wright, darts-speler
- Garry Anderson, darts-speler

Zie de categorie Schots persoon voor een overzicht van de artikelen over Schotse personen.

## Diversen
Schotland staat bekend om:
- Haggis, vleesgerecht
- Whisky
- Tweed, specifiek Harris Tweed
- Loch Ness en het monster "Nessie"
- Highland pony, een inheems ponyras
- Hogmanay, het oudejaarsavondfeest
- Robert Roy MacGregor, volksheld
- William Wallace, strijder tegen de Engelse overheersing
- Een aantal mooie lange wandelpaden, zoals de West Highland Way en de Great Glen Way
- De noordelijkst gelegen palmbomen ter wereld in het plaatsje Scourie
- De Munros